# Телек (Њамц)
Телек (рум. Telec) насеље је у Румунији у округу Њамц у општини Биказу Ардељан. Oпштина се налази на надморској висини од 681 m.

## Становништво
Према подацима из 2002. године у насељу је живело 2123 становника, од којих су сви румунске националности.